# Caio Cílnio Próculo (cônsul em 100)
Caio Cílnio Próculo (em latim: Gaius Cilnius Proculus) foi um senador romano nomeado cônsul sufecto para o nundínio de maio a junho de 100 com Marco Márcio Mácer. Originário de Arretium, era filho de Caio Cílnio Próculo, cônsul sufecto em 87.

## Carreira
Entre 97 e 98, foi legado imperial da Dalmácia. Depois de seu consulado, Próculo foi nomeado governador da Mésia Superior antes da Campanha dácia de Trajano. Uma inscrição atesta que ele estava lá no primeiro ano da campanha, mas foi substituído por Quinto Sósio Senécio no segundo ano da campanha, no fim de 101 ou início de 102.
Segundo Birley, Próculo ainda estava vivo na época de Adriano, quando é atestado como septênviro epulão e sodal augustal.